# Hładkiwka (obwód chersoński)
Hładkiwka (ukr. Гладківка) – wieś na Ukrainie, w obwodzie chersońskim, w rejonie skadowskim. W 2001 liczyła 2912 mieszkańców, spośród których 2558 posługiwało się językiem ukraińskim, 306 rosyjskim, 6 mołdawskim, 3 białoruskim, 4 ormiańskim, 27 romskim, 1 niemieckim, a 7 innym.

## Urodzeni
- Witalij Buluk